# Очкановка
Очкановка (укр. Очканівка) — село,
Валковский сельский совет,
Полтавский район,
Полтавская область,
Украина.
Код КОАТУУ — 5324080309. Население по переписи 2001 года составляло 155 человек.

## Географическое положение
Село Очкановка находится на левом берегу реки Средняя Голтва,
выше по течению на расстоянии в 1 км расположено село Кучеровка (Диканьский район),
на противоположном берегу — село Надежда (Диканьский район).

## Экономика
- Свинотоварная ферма.